# La llum que no pots veure
La llum que no pots veure (títol original en anglès, All the Light We Cannot See) és una sèrie de drama dirigida per Shawn Levy per a Netflix. Basada en la novel·la homònima guanyadora del premi Pulitzer d'Anthony Doerr, és protagonitzada per Aria Mia Loberti, Mark Ruffalo i Hugh Laurie. La sèrie de quatre parts segueix les històries d'una adolescent francesa cega anomenada Marie-Laure i un soldat alemany anomenat Werner, els camins del qual es creuen a la França ocupada durant la Segona Guerra Mundial.
Es va estrenar el 2 de novembre del 2023 amb doblatge, subtítols i audiodescripció en català.

## Repartiment
- Aria Mia Loberti com a Marie-Laure LeBlanc, una adolescent francesa cega i filla de Daniel LeBlanc
  - Nell Sutton com la jove Marie-Laure LeBlanc
- Mark Ruffalo com a Daniel LeBlanc, pare de Marie-Laure i serraller al Museu d'Història Natural de París
- Hugh Laurie com Etienne LeBlanc, un veterà de la Primera Guerra Mundial que pateix trastorn per estrés posttraumàtic i besoncle de Marie-Laure
- Louis Hofmann com Werner Pfennig
- Lars Eidinger com el sergent major Reinhold von Rumpel
- Andrea Deck com a Sandrina

## Producció
El març de 2019, Netflix i 21 Laps Entertainment van adquirir els drets per desenvolupar una adaptació de sèrie de televisió limitada de la novel·la amb Shawn Levy, Dan Levine i Josh Barry productors executius. El setembre de 2021, es va anunciar que Netflix havia donat a la producció un ordre de sèrialització que constava de quatre episodis, amb Steven Knight escrivint la sèrie i Levy dirigint tots els episodis. El desembre de 2021, es va anunciar que Aria Mia Loberti interpretaria a Marie-Laure.
El gener de 2022, es va anunciar que tant Mark Ruffalo com Hugh Laurie es van unir al repartiment, establerts com a protagonistes. Ruffalo interpretarà Daniel LeBlanc, mentre que Laurie interpretarà Etienne LeBlanc.
El febrer de 2022, es va anunciar que Louis Hofmann, Lars Eidinger i Nell Sutton es van unir al repartiment.
El compositor James Newton Howard escriurà la partitura musical de la sèrie.
El rodatge es va produir entre març i juliol del 2022 a Budapest, Saint-Malo, i Vilafranca de Roergue.
El 18 d'abril de 2023 es van publicar les primeres fotos i el primer tràiler teaser de la sèrie. També es va anunciar que la sèrie s'estrenarà el 2 de novembre de 2023.